# Jules Laurent
Jules Laurent, né à Gilly (Charleroi) le 3 février 1888 et mort à Jumet (Charleroi) le 24 avril 1972, est un architecte belge . 

## Biographie
Jules Alphonse Laurent, né à Gilly (Charleroi) le 3 février 1888, est le fils d'Alphonse Laurent, entrepreneur, et d'Euphrasie Chaufouraux. En juin 2023, il épouse Marguerite De Backer à Gilly. Il est le frère cadet d'Alfred Laurent (1886-1914), également architecte, qui meurt au front dès le début de la Première Guerre mondiale. 
Il fait ses études à l'Académie royale des beaux-arts de Bruxelles de 1907 à 1911 où il rencontre Marcel Depelsenaire, avec lequel il s'associe de 1912 à 1914. 
Pendant la Première Guerre mondiale, Marcel Depelsenaire se réfugie aux Pays-Bas. Jules Laurent, resté en Belgique, poursuit certains projets qu'il avait élaboré avec Depelsenaire. 
Jules Laurent et Marcel Depelsenaire reprennent leur association de 1918 à 1930.
Après la Seconde Guerre mondiale, Jules Laurent est l'architecte de la ville de Charleroi.
Le 24 avril 1972, il décède d'un accident de voiture à Jumet.

## Œuvres
- 1910 : Maison avenue Gillieaux, 44 à Montignies-sur-Sambre (en collaboration avec son frère, Alfred) [4]
- 1916-1920 : Maison Parent, à l'angle du boulevard Audent et de la rue Adolphe Biarent à Charleroi[5],[6] ;
- 1920 : Maison Dermine, boulevard Audent, 42 à Charleroi (en collaboration avec Marcel Depelsenaire)[7] ;
- 1924 : Maison Charlier, rue Jean Jaurès, 265 à Montignies-sur-Sambre (en collaboration avec Marcel Depelsenaire)[4] ;
- 1925 :  Maison Poignet, aussi appelée magasin Pons, maintenant détruite, rue du Collège, 19 à Charleroi (en collaboration avec Marcel Depelsenaire)[8] ;
- 1925-1930 : lotissement résidentiel Le Grand Chêniat à Loverval[9] ;
- 1926 : Villa Baussart, allée du Grand Chéniat à Loverval (en collaboration avec Marcel Depelsenaire)[10] ;
- 1926 : Maison Bertinchamps, rue Clément Lyon, 29-31 à Charleroi (en collaboration avec Marcel Depalsenaire)[11] ;
- 1926 : Maison Cauvin à Charleroi (en collaboration avec Marcel Depelsenaire)[12] ;
- 1950 : Notre Maison, boulevard Joseph Tirou, 167 à Charleroi (en collaboration avec Simon Brigode)[13].

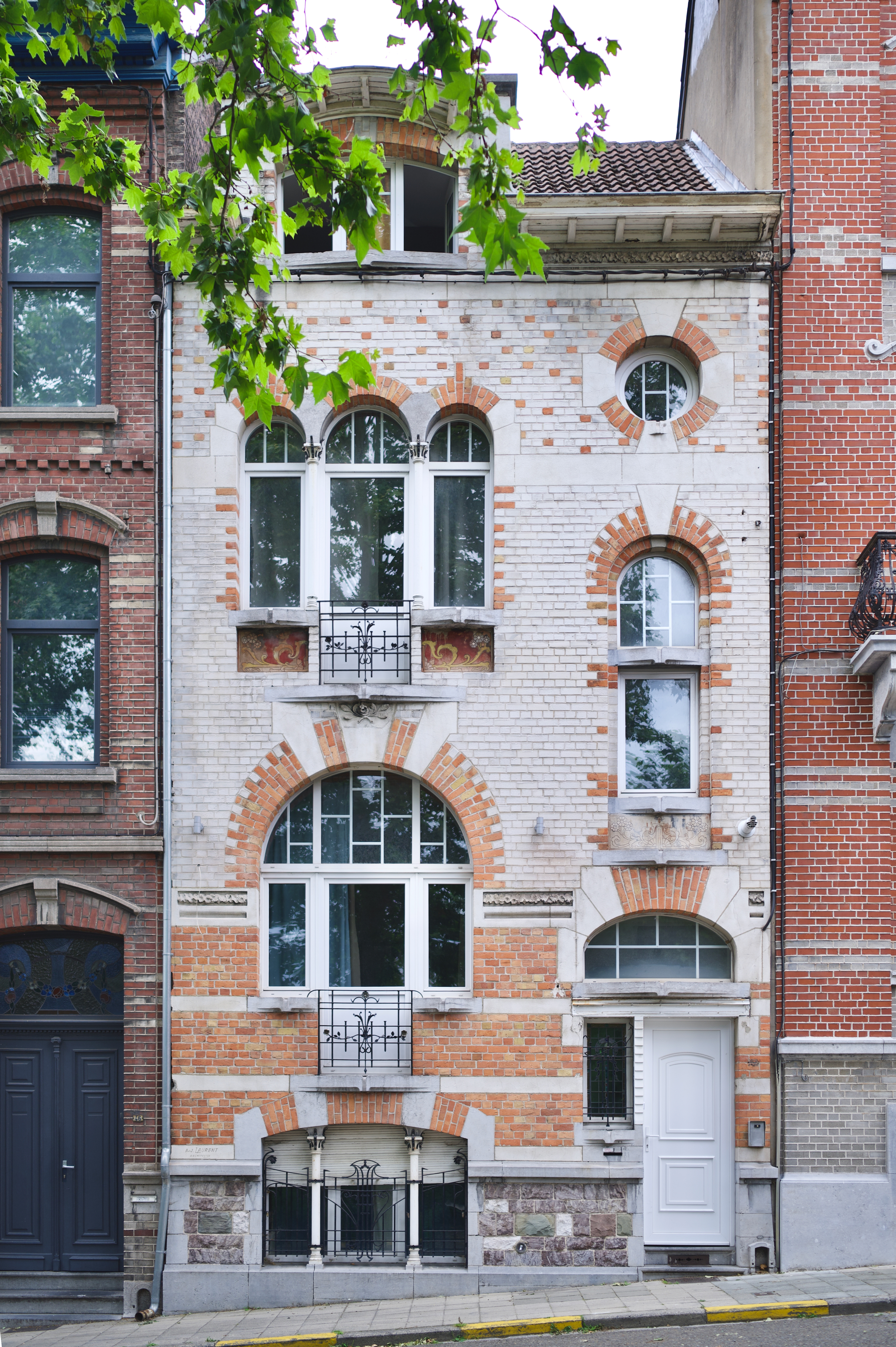
Maison avenue Gillieaux
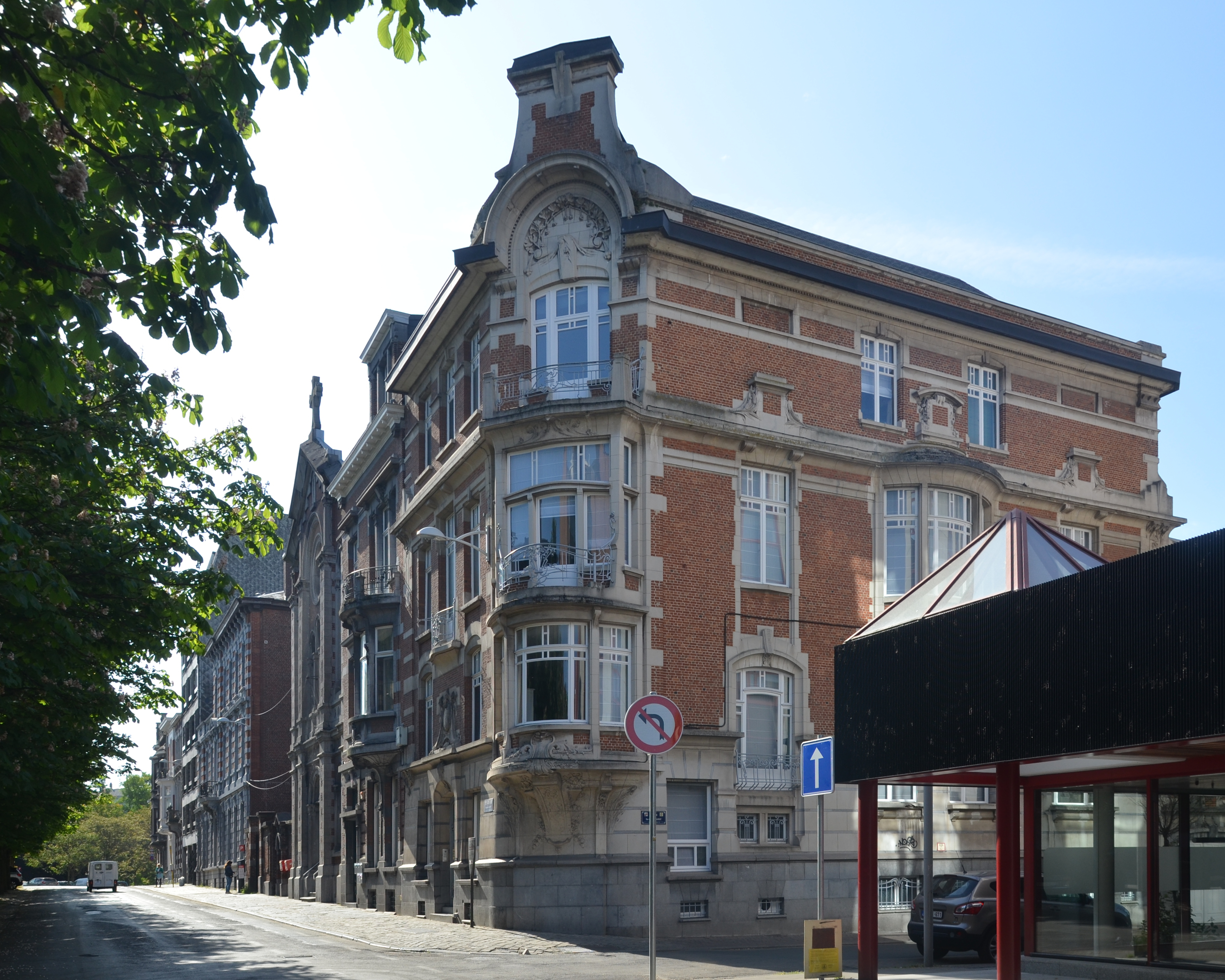
Maison Parent
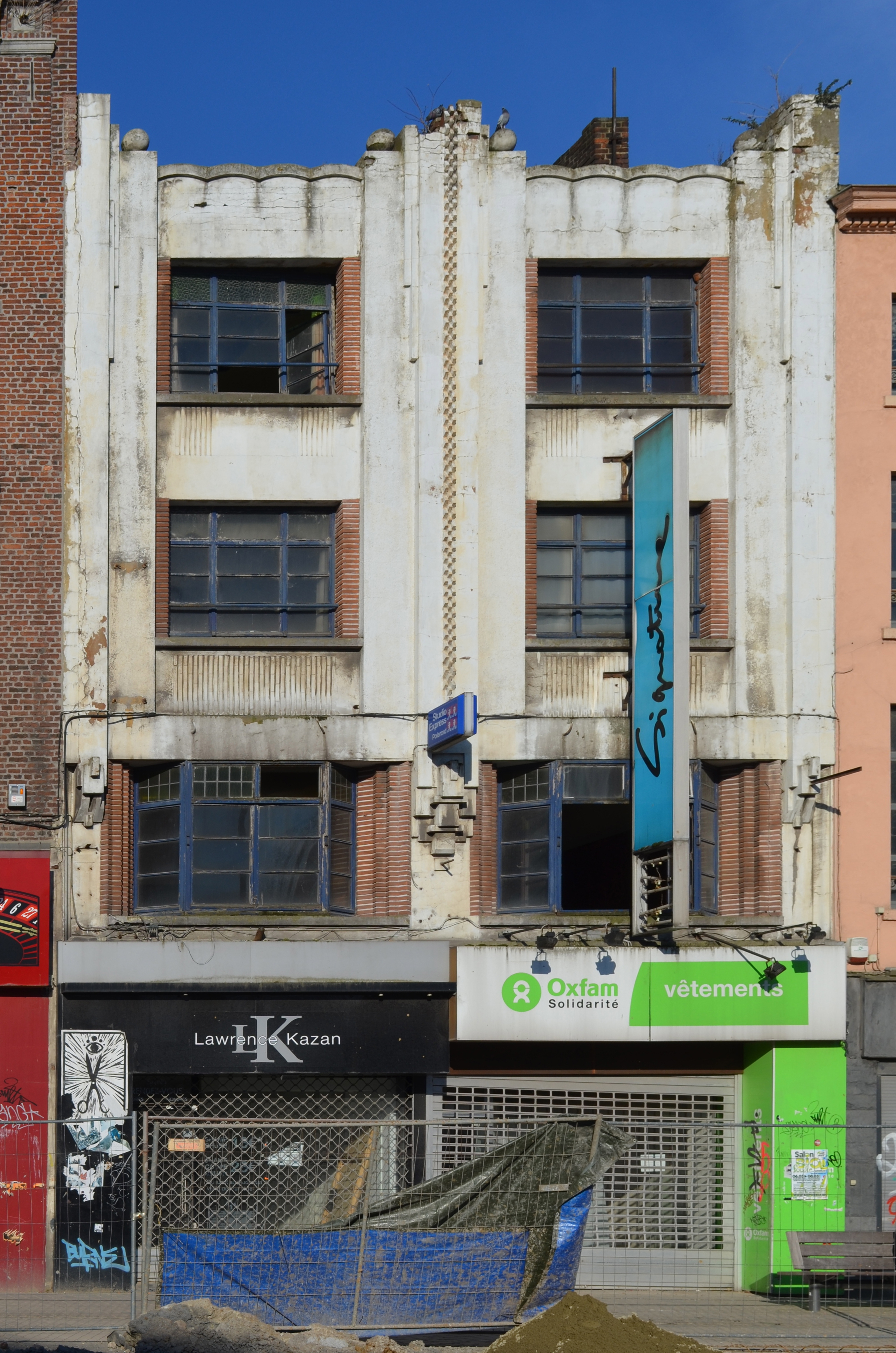
Maison Poignet
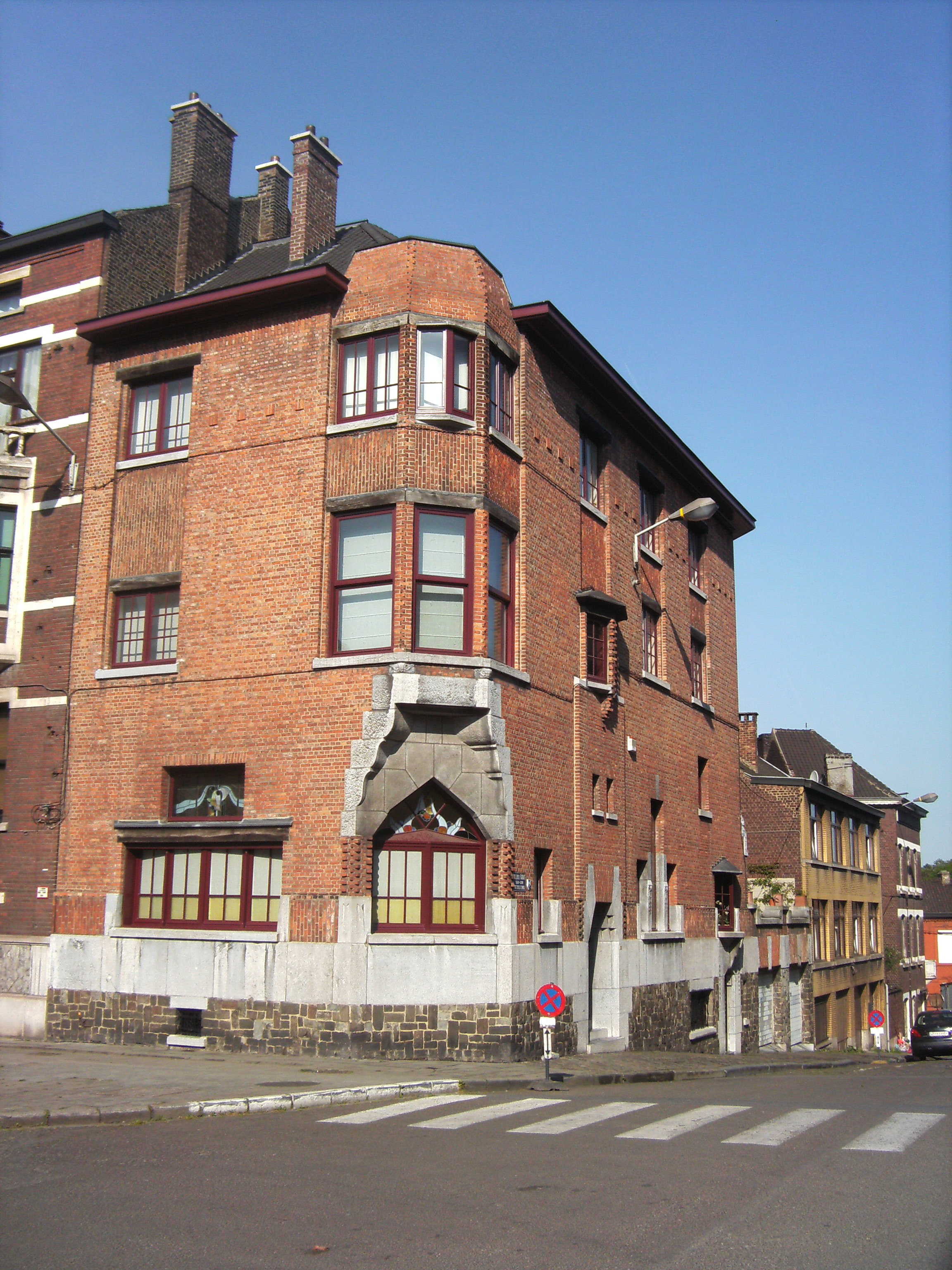
Maison Bertinchamps
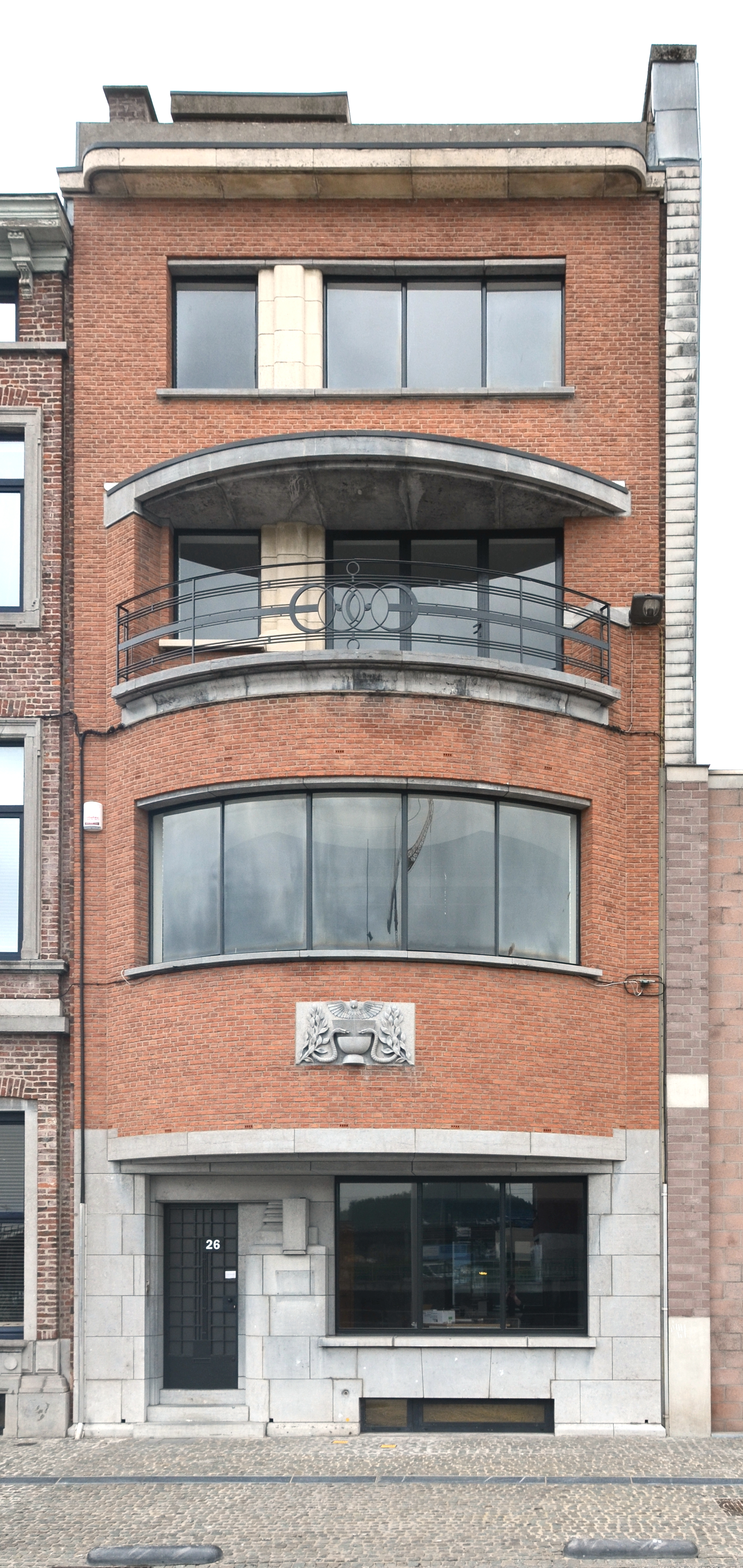
Quai Arthur Rimbaud à Charleroi.
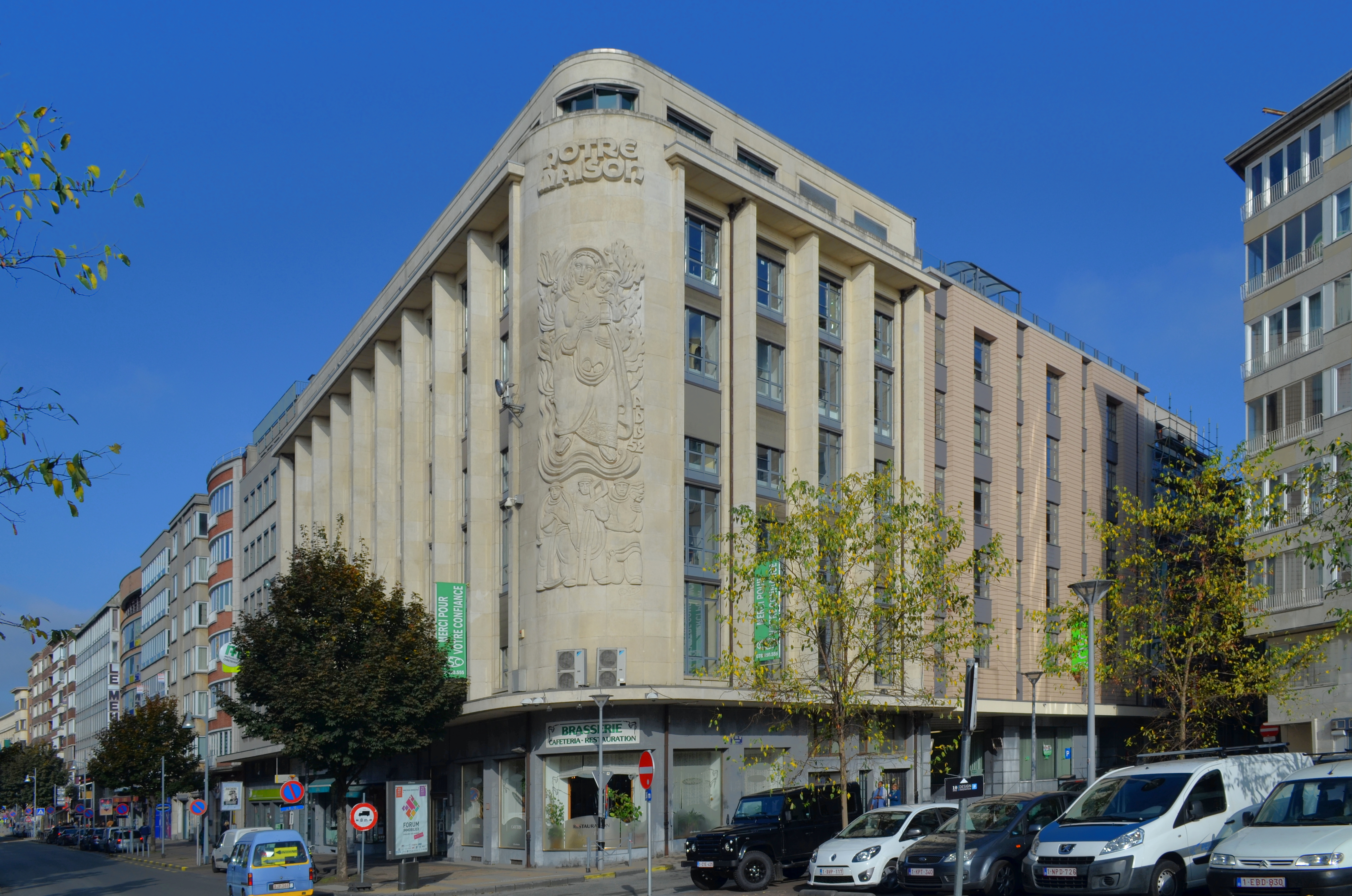
Notre Maison